# Музей зеленого чаю (Посон)
Музей зеленого чаю - музей в південнокорейському повіті Посон, присвячений зеленому чаю. Музей був відкритий 11 вересня 2010 року з метою збереження традицій і основ правильної чайної культури, а також для просування бренду посонского чаю.

## Музейний комплекс
Повіт Посон, розташований на півдні Південної Кореї, відомий своїми чайними плантаціями. Саме тут зародилася корейська чайна промисловість і росте майже 40% всього зеленого чаю країни. У грудні 2002 року під музейний комплекс було відведено майже 7 000 м² території, на якій розгорнулося масштабне будівництво. Крім будівництва будівлі музею, були розбиті великі чайні плантації, облаштована паркова і лісова зони, побудована мануфактура по виробництву чаю і безліч допоміжних об'єктів (альтанки, кам'яні башти, скульптурні композиції). За 8 років будівельних робіт було витрачено майже 10 більйонів корейських вон.

## Експозиція
Музей розташований у триповерховій будівлі сучасного дизайну з високим оглядовим майданчиком. Експозиція займає площу в 1 300 м² і складається з 528 предметів (224 з яких - унікальні). Основні розділи експозиції присвячені наступним темам:
- Чай, як сільськогосподарська культура
- Історія чаю
- Чай у повсякденному житті

У музеї представлена мініатюрна лінія по виробництву зеленого чаю, різноманітний чайний посуд і принаддя, працює сувенірна крамниця і кілька кімнат для чайних церемоній. За додаткову плату можна пройти майстер-клас з приготування чаю і навчитися основам теорії і етикету чайної церемонії.

## Фестиваль зеленого чаю
Щороку в травні на території музейного комплексу проводиться Фестиваль зеленого чаю. Програма фестивалю включає в себе безліч заходів для жителів повіту і гостей з інших країн:
- Заходи, присвячені святкуванню дня жителів повіту: ніч чайних ароматів, вуличний парад, спортивні заходи, вітальні виступи і салют.
- Традиційні чайні заходи: церемонія поклоніння чайному духу, конкурс кращих сортів чаю, уявлення чайних культур Кореї, Китаю і Японії, конкурс серед школярів на знання чайного етикету, змагання з приготування страв з чайних інгредієнтів, конкурс «Чайна принцеса», конкурс творів на чайну тематику, конкурс з приготування чаю серед іноземців.
- Заходи на горі Іллімсан: ритуал поклоніння гірському духу, сімейні змагання по сходженню на гору, дегустація чаю і чайних рисових коржів, виготовлення виробів з традиційної корейської папери ханчжі, автобусний тур по чайних плантаціях.(нім.)
- Виставкові заходи: виставка традиційних костюмів для чайної церемонії, міжнародна виставка посуду для чайної церемонії, виставка «Народження чайного аромату», виставка фотографій чайних плантацій, виставка диких рослин.